# 蒙亞克山
78°18′28″S 84°30′29″W / 78.30778°S 84.50806°W

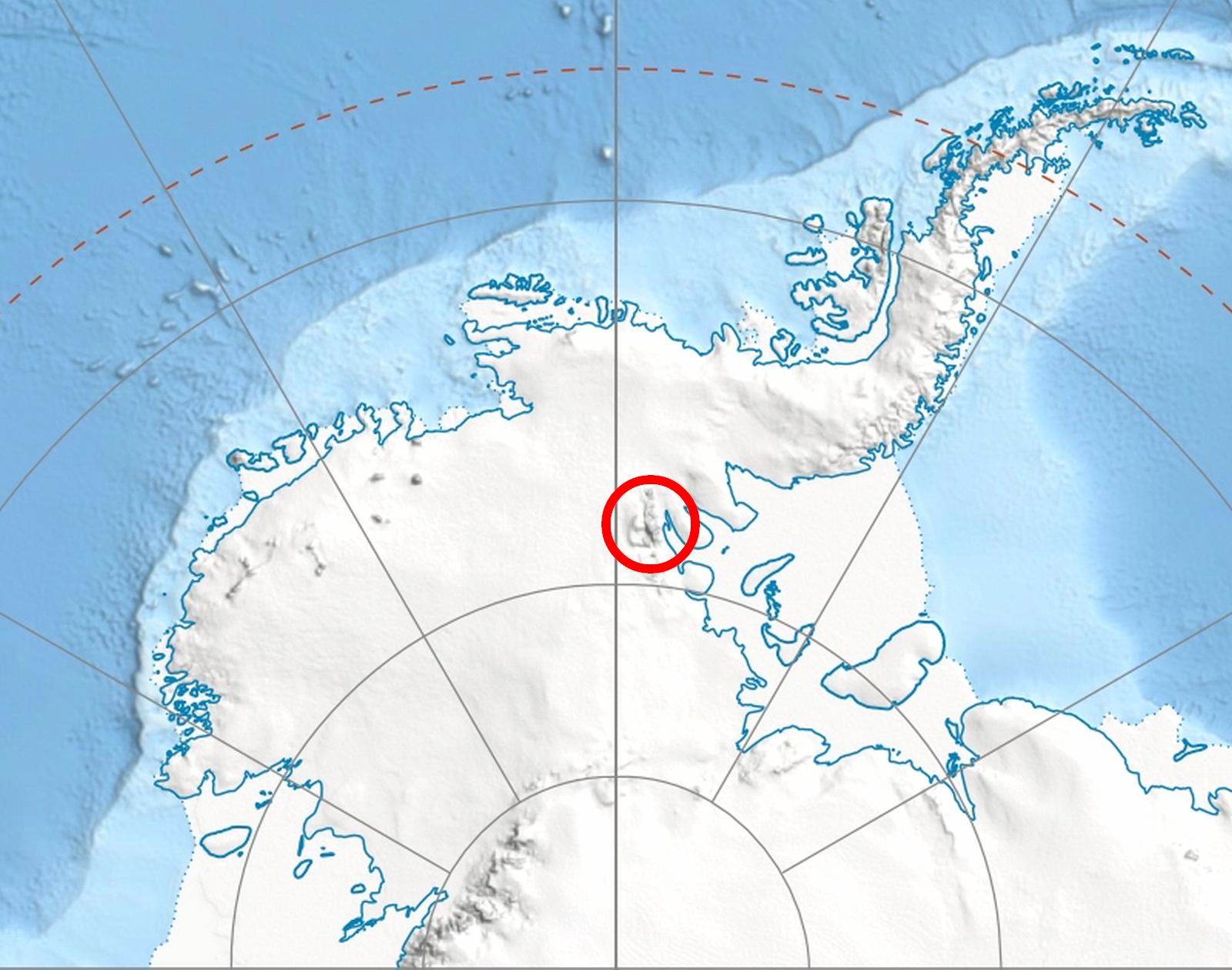

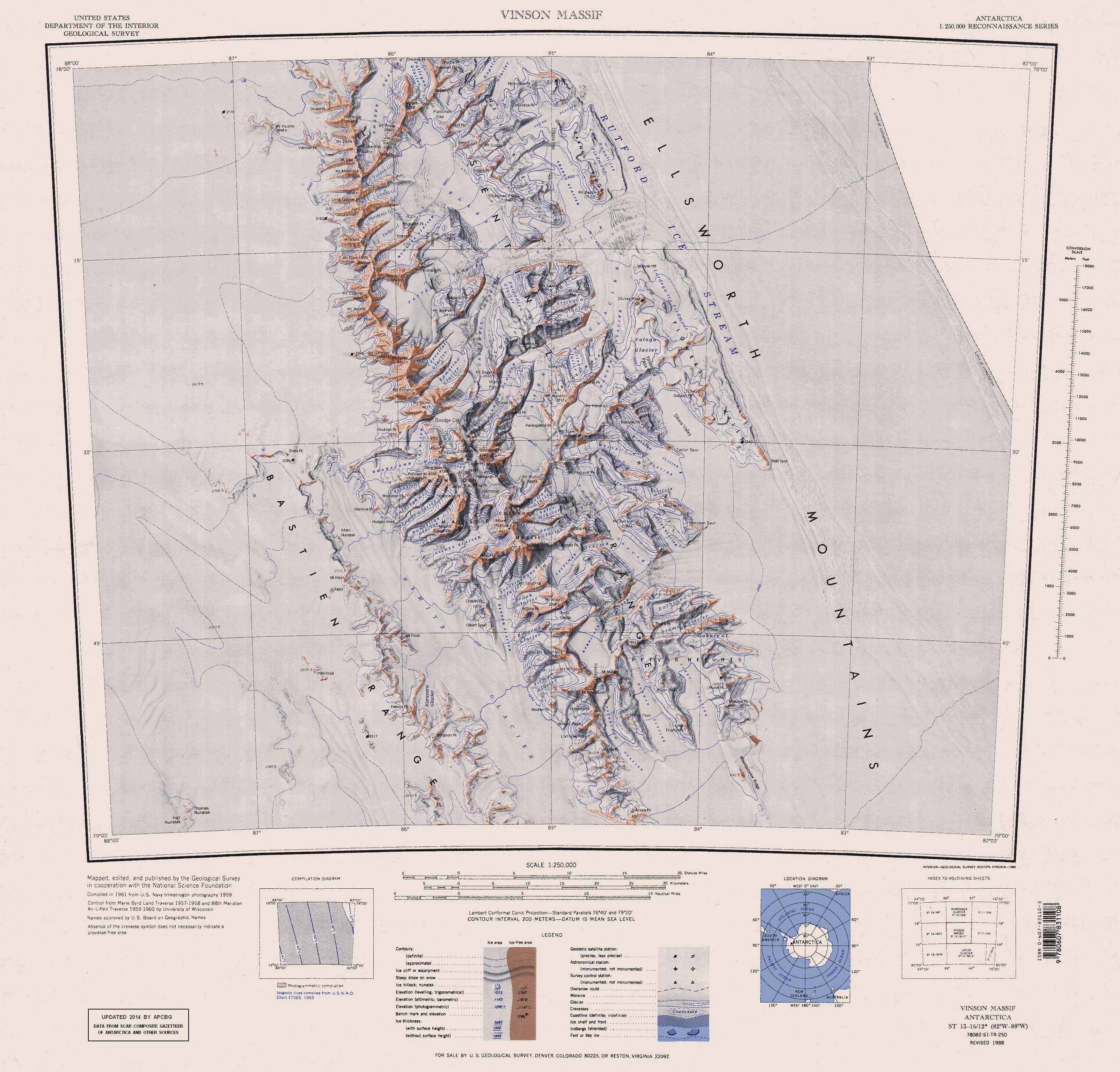

蒙亞克山是南極洲的山峰，位於埃爾斯沃思地，屬於埃爾斯沃思山脈中森蒂納爾嶺的一部分，是弗勞厄斯山的最北端，海拔高度700米，以保加利亞南部的城堡命名。

## 外部連結
- Vinson Massif. （页面存档备份，存于）  Scale 1:250000 topographic map.  Reston, Virginia: US Geological Survey, 1988.
- Monyak Hill. （页面存档备份，存于） SCAR Composite Antarctic Gazetteer.